# جوليس غودن
جوليس غودن هو سياسي فرنسي، ولد في 14 مارس 1844 في فرساي في فرنسا، وتوفي في 21 ديسمبر 1925 في الإيفلين في فرنسا. نشط حزبياً في التحالف الجمهوري الديمقراطي. وقد انتخب عضو مجلس الشيوخ في الجمهورية الفرنسية الثالثة ‏ وانتخب نائب فرنسي.